# Temelucha deserticola
Temelucha deserticola är en stekelart som beskrevs av Dasch 1979. Temelucha deserticola ingår i släktet Temelucha och familjen brokparasitsteklar. Inga underarter finns listade i Catalogue of Life.